# Plesiocystiscus josephinae
Plesiocystiscus josephinae là một loài ốc biển, động vật thân mềm chân bụng sống ở biển trong họ Marginellidae, đôi khi được đặt trong họ Cystiscidae. Loài này đôi khi được gọi là Cystiscus josephinae.

## Phân bố
Đây là loài đặc hữu của São Tomé và Príncipe.